# Dana Simpson
Dana Simpson no Winter Institute 2016, promovendo “Unicorn vs. Goblins”
Dana Claire Simpson (Pullman, Washington, 23 de abril de 1977) é uma cartunista americana, mais conhecida como criadora da história em quadrinhos Phoebe and her Unicorn, bem como da longa série de quadrinhos online Ozy and Millie. Outras obras criadas por Simpson incluem a história em quadrinhos de comentários políticos I Drew This e a história em quadrinhos de drama de realidade alternativa Raine Dog.

## Biografia
Simpson nasceu em Pullman, Washington, e viveu na região de Seattle durante a maioria de sua vida. É formada pela Faculdade Estadual Evergreen.
Simpson se considerava uma artista desde muito jovem, desenhando tirinhas aos cinco anos como parte de seu jornal caseiro. À medida que crescia, começou a se inspirar em Peanuts, Os Simpsons e Pogo.
Aos 20 anos, se assumiu como transgênero. Atualmente, mora em Santa Bárbara, Califórnia.

## Carreira

### Ozy and Millie
A webcomic Ozy and Millie, a primeira tira de quadrinhos publicada por Simpson (sob o nome D.C. Simpson), começou a ser publicada regularmente em 1998, enquanto ela cursava a pós-graduação na Universidade Estadual de Washington. A tira era centrada em Ozy (uma raposa ártica) e Millie (uma raposa vermelha) enquanto elas e seus amigos lidavam com questões cotidianas do ensino fundamental e situações mais surreais. Por seu trabalho em Ozy and Millie, Simpson foi finalista do prêmio Charles M. Schulz College Cartoonist Award da Fundação Scripps-Howard em 1998. A tira ganhou o prêmio College Media Advisers de 1999 de Melhor Tira de Quadrinhos e o Web Cartoonists' Choice Awards de 2002 de Melhor Quadrinho Antropomórfico. Também ganhou o prêmio Ursa Major de “Melhor Outro Trabalho Antropomórfico” em 2002 e de “Melhor Tira de Quadrinhos Antropomórfica” em 2006 e 2007. Simpson continuou a tira por dez anos enquanto tentava obter a distribuição do título, mas não conseguiu fechar nenhum acordo. Cancelou a história em quadrinhos na web em 2008 e a tira final foi publicada em 23 de dezembro de 2008.

### I Drew This
A segunda tira de quadrinhos publicada por Simpson, I Drew This, tratava principalmente de política, sob uma perspectiva liberal. É semi-autobiográfica, enquanto um dos personagens principais é o autor (o outro é Joe, a Águia liberal) e seu foco é frequentemente as próprias reflexões do autor. I Drew This começou a ser publicada no Washington State University Daily Evergreen em janeiro de 2004, enquanto Simpson cursava a pós-graduação. Assim como Ozy and Millie, essa história em quadrinhos faz parte do portal de webcomics Keenspot desde novembro de 2006. O material de I Drew This foi incluído em Attitude 3: The New Subversive Online Cartoonists. A edição de 16 de maio de 2005, “Teaching Gravity”, apresentou a primeira referência à teoria da queda inteligente. insert title here e I Drew This (uma coleção completa das tiras) estão disponíveis para compra na Lulu.com.

### Phoebe and Her Unicorn
A obra mais popular de Simpson começou em 2012 como uma história em quadrinhos na internet e continua, em março de 2024, como uma tira diária.

### Outros trabalhos
Em 16 de janeiro de 2009, Simpson publicou a primeira página de Raine Dog, um romance gráfico que acompanha um cão antropomórfico que vive entre humanos com outros cães domésticos recentemente libertados. A atualização mais recente foi em janeiro de 2010. Simpson abandonou o projeto “por um futuro previsível”.
Simpson anunciou que está escrevendo e ilustrando um livro sobre sua transição, voltado para alunos do ensino fundamental, intitulado Only You're Different. Ela também ilustrou um livro infantil, I'm Not a Girl, escrito por Maddox Lyons, um menino transgênero de 12 anos.

## Prêmios
- Prêmio Charles M. Schulz College Cartoonist da Fundação Scripps-Howard, 1998: nomeado finalista[7] por Ozy and Millie
- College Media Advisers, 1999: Melhor tira de quadrinhos[5][7] para Ozy e Millie
- Prêmio Literário do Estado de Washington, Prêmio Scandiuzzi de Literatura Infantil, 2015: Livros para leitores intermediários (de 9 a 12 anos)[15] por Phoebe and Her Unicorn: A Heavenly Nostrils Chronicle
- Prêmio da Associação de Livreiros do Noroeste Pacífico[16] por Unicorn on a Roll

## Ligação externa
- «Dana Simpson». www.danasimpson.com (em inglês). Consultado em 11 de agosto de 2025
- «Dana Simpson». lambiek.net (em inglês). Consultado em 17 de agosto de 2025
- «Read Phoebe and Her Unicorn by Dana Simpson on GoComics». www.gocomics.com (em inglês). Consultado em 11 de agosto de 2025
- «Ozy and Millie by Dana Simpson». ozyandmillie.org. Consultado em 11 de agosto de 2025
- «I Drew This: Archives.». www.glasswings.com. Consultado em 11 de agosto de 2025
- «Dana Simpson - MusicBrainz». musicbrainz.org. Consultado em 11 de agosto de 2025